# Hermann Kusmanek von Burgneustädten
Hermann Kusmanek von Burgneustädten (n. 16 septembrie 1860, Sibiu -  d. 7 august 1934, Viena) a fost general-colonel al Armatei Comune k. u. k., numit Der Löwe von Przemyśl (Leul de la Przemyśl) precum un k. k. consilier secret. El a fost decorat cu Ordinul Maria Terezia.

## Biografie

### Familie
Hermann a fost fiul superintendentului de poliție Josef Kusmanek și a soției sale Juliana, născută Wiehner. Din 1890 a fost căsătorit cu Johanna Zeschko. Soții au avut două fiice, Anna și Laura.
În ziua de 3 octombrie 1913, Hermann Kusmanek a fost înnobilat pentru meritele lui militare de către împăratul Franz Joseph al Austriei. În amintirea recunoscătoare a fostei sale unități de formare, el a ales titlul von Burgneustädten. Mai departe a preluat în stema sa unul dintre cele două turnuri din stema orașului Wiener Neustadt. Soția și fiicele au obținut de asemenea permisia de a purta acest titlu.

### Cariera militară

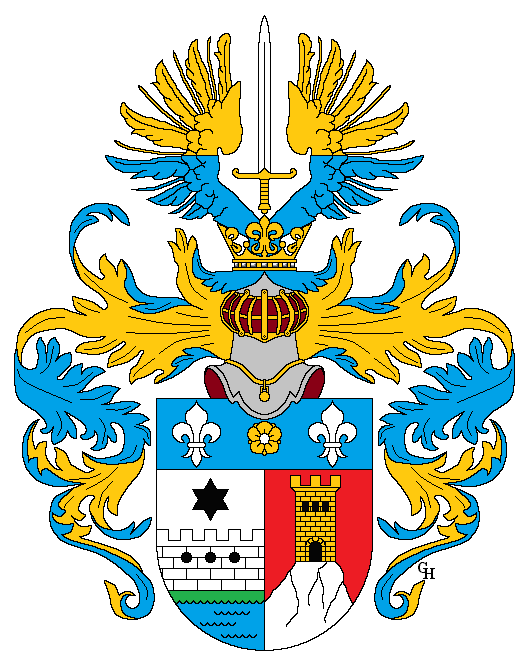
Stema Generalului 1913

#### Înainte de Primul Război Mondial
Tânărul Kusmanek a absolvit liceul militar (Militär-Oberrealschule) în Mährisch-Weißkirchen, apoi Academia Militară Tereziană din Wiener Neustadt. După absolvirea acelei, a fost transferat pe 18 august 1879 ca locotenent la regimentul infanterie nr. 63, frecventând între ani 1882-1884 Școala de Război (K.u.k. Kriegsschule), academia militară austriacă din Viena. După acea a fost avansat destul de repede:
- 1 noiembrie 1884 locotenent major și alocarea la Statul Major General cu servicii în Budapesta, Foča și Ljubljana,
- 1 mai 1888 căpitan de clasa 1, ofițer de stat major în corpul armatei nr. 3 din Graz, apoi, între 1889 și 1893, ofițer de concept în Ministeriul de Război din Viena, în sfârșit comandant unei companii în regimentul de infanterie nr. 73 din Eger,
- 1 noiembrie 1894 major, pentru 3 ani angajat în biroul de cartografiere al Statului Major și în arhiva a istoriei de război la Viena,
- 1 mai 1897 locotenent-colonel și pentru peste 2 ani comandor al regimentului infanterie nr. 93 din Bistrița
- 1 noiembrie 1900 colonel, șef al biroului prezidial în Ministeriul de Război.

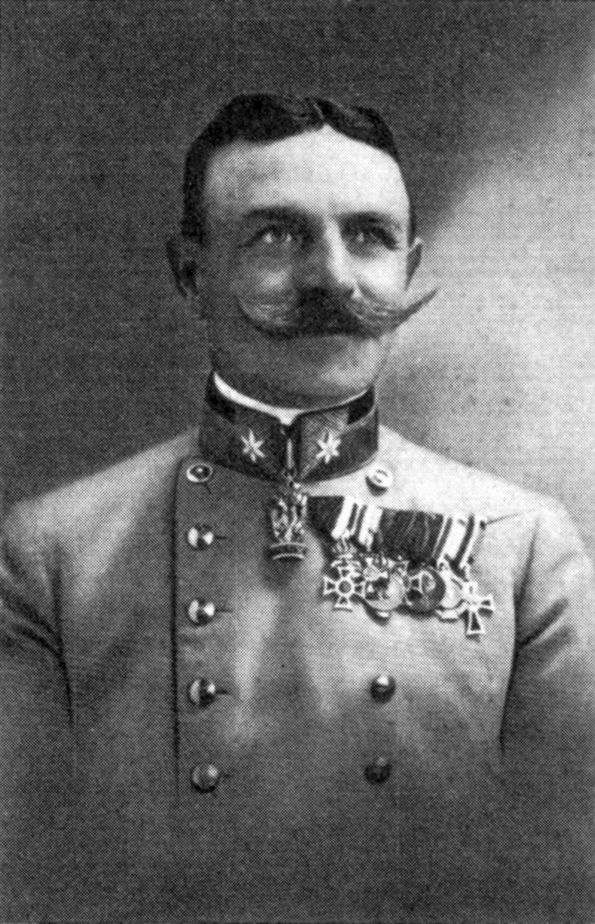
Kusmanek ca GM

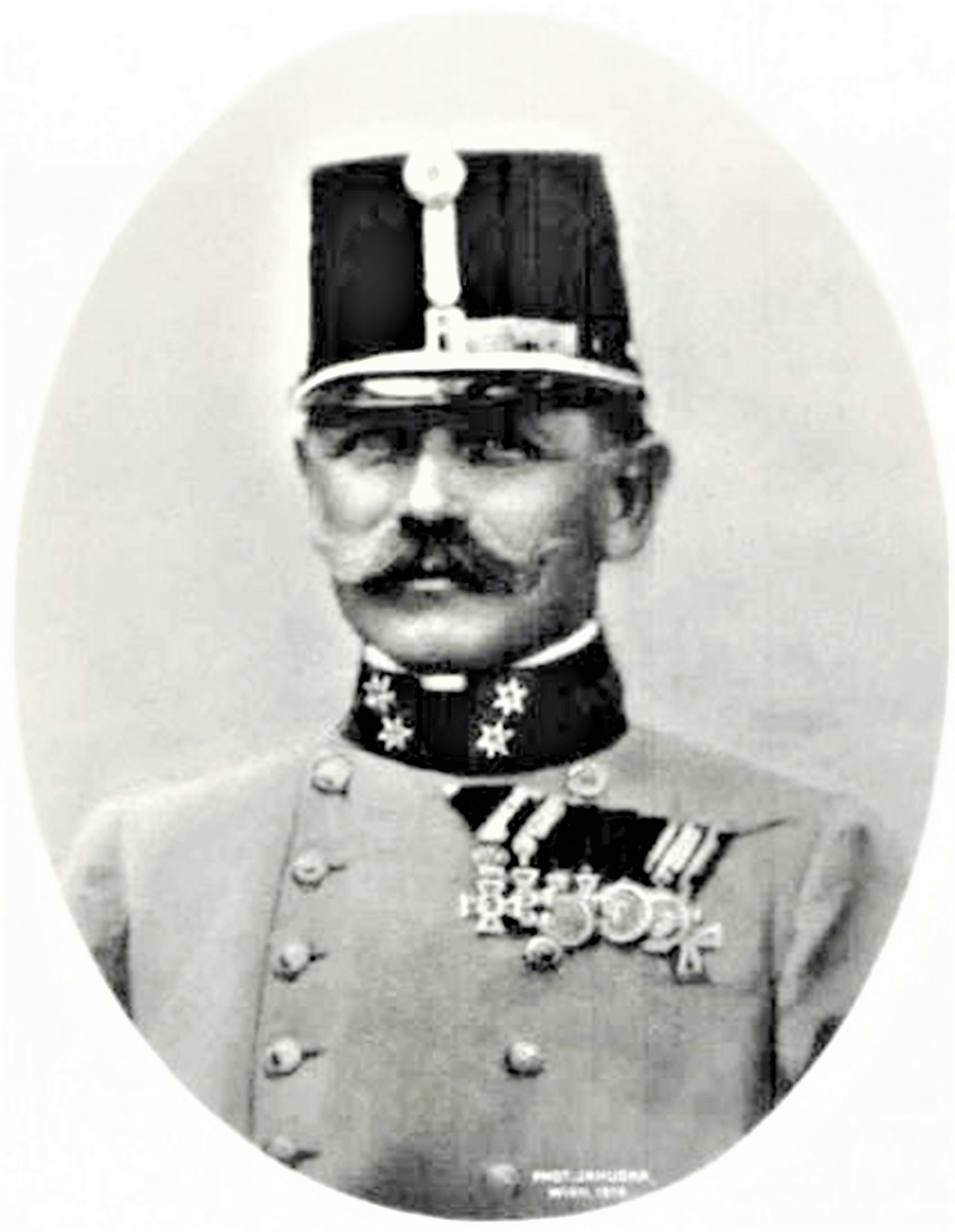
Kusmanek ca FML

În sfârșit, la 1 noiembrie 1906 (rang de la 22 noiembrie 1906), a fost numit general (Generalmajor (GM)) la vârsta de numai 46 de ani (trebuie luat în seamă, că a obținut rangurile, Austria nefiind implicată în nici un război). A mai rämas șef al biroului până în 1908, după acea a fost numit comandor al brigăzii de infanterie nr. 65 din Győr. La 1 noiembrie 1910 (rang de la 8 noiembrie 1910) a fost numit Feldmarschall-Leutnant (FML) și comandant al diviziei nr. 3 din Linz, iar din 1911 comandor al diviziei 28 infanterie (cu 27 de regimente) din Ljubljana.

#### În Primul Război Mondial
La începutul Primului Război Mondial, Kusmanek a devenit comandor al fortăreței Przemyśl. După ce feldmareșalul Svetozar Boroević von Bojna  a abandonat ultimul cap de pod peste râul San la Jarosław, retrăgând armata a III-a, forțele armate țariste sub comanda generalului Radko Dimitriev (de origine bulgărească) au avut drumul liber și au început primul asediu al fortăreței, începând atacul la 24 septembrie 1914. Kusmanek a avut ca trupe numai 65 de batalioane, nu puține de rezerviști precum 988 de tunuri, din care numai 28 corespundeau stadiului cel mai modern al tehnicii de atunci. Totuși a izbutit să se apere cu succes, rușii pierzând în numai 3 zile 40.000 de soldați (morți sau râniți grav). Dimitriev nu a mai atacat, dar a terminat asediul de abia la 11 octombrie al anului, când forțe puternice austro-ungare veniseră în ajutor (corpurile de armată nr. XXVIII precum divizia a 19-a cavalerie al corpului de armată nr. XII ca blocadă și Boroević cu armata a 3-a). Pentru respingerea asediului, Kusmanek a fost onorat la 1 noiembrie 1914 cu noul titlu militar general de infanterie (General der Infanterie) (care avea să înlocuiască titlul de Feldmarschall-Leutnant, dar trebuia să fie acordat nou în acești ani, fiind o onoare suplimentară).
Dar după numai 3 săptămâni (5 noiembrie) și lupte crâncene, inamicul a înconjurat Przemyślul din nou, de astă dată prin  armata a 11-a țaristă condusă de generalul Andrei Nikolaevici Selivanov. Generalul a apărat fortăreața cu vitejie. Dar când cetatea nu mai putea fi ținută ca urmare a echipamentului și a hranei insuficiente, Kusmanek i-a cerut împăratului aprobarea unei predări onorabile, acordată de monarh.   După o ultimă încercare de a scăpa, pe 19 martie, generalul a decis să predea cetatea forțelor armate rusești. După distrugerea tuturor armelor, a fortificațiilor și a tuturor celorlalte materiale de război, a permis în cele din urmă armatelor ruse să intre în oraș (22 martie). El însuși, purtând pe piept Ordinul său Imperial Rusesc „Sf. Ana” de clasa 1 cu brilianți, a intrat în prizonierat cu 2,500 de ofițeri precum 117 000 de subofițeri și soldați timp de aproape trei ani. În această perioadă a locuit la Nijni Novgorod, mai târziu a ocupat patru camere în clădirea Adunării Generale a Kievului.
Deja la 1 mai 1917 Kusmanek, cu toate că era prizonier, a obținut rangul de Generaloberst (GO) (general-colonel) (general de 3 stele, fostul Feldzeugmeister) , validat la 1. Martie 1918, după eliberarea lui. În plus a fost numit consilier secret.

## Epilog
Ca recunoaștere a meritelor sale în apărarea dublă a fortăreței Przemyśl, Kusmanek a fost onorat, sub președinția capitolului ordinului prin Feldmareșalul Franz Conrad von Hötzendorf, cu Ordinul Maria Terezia, la 10 martie 1921 (promoția nr. 186). Deja cu ani înainte a căpătat porecla Der Löwe von Przemyśl (Leul de la Przemyśl).
Se spune, că Kusmanek ar fi fost ceh, ceea ce nu este corect. Constatat sunt rădăcinile familiei tatălui în Moravia. Dar mult decoratul general a vorbit, conform documentelor sale militare, pe lângă limba sa maternă, germana, în plus numai franceza, româna precum și maghiara.
El este înmormântat într-un mormânt de onoare în Cimitirul Central din Viena (grupul 30 E, rândul 2, nr.21).

## Onoruri (selecție)
- Crucea de Cavaler al Ordinului Maria Terezia (10 martie 1921) [9]
- Marea Cruce cu săbii al Ordinului Leopold (16 martie 1918)[11][12]
- Ordinul Coroanei de Fier de clasa I (18 februarie 1918)[13]
- Crucea de Merit Militar de clasa I cu decorație de război (1914)[13]
- Crucea de fier de clasa 1 (Germania imperială) (1914)
- Ordinul Imperial Rusesc „Sf. Ana” de clasa 1 cu brilianți (1911)[7]
- Crucea de Comtur de clasa a 2-a al Ordinului saxon „Sf. Henric” (1910)
- Ordinul persian al Soarelui și al Leului de clasa a 2-a (1910)[14]
- Doctor honoris causa techn.  prin Universitatea Tehnică Deutsche Franz Joseph Hochschule din Brünn